# Lac d'Oncet
Le lac d'Oncet est un lac pyrénéen français situé administrativement dans la commune de Sers dans le département des Hautes-Pyrénées en région  Occitanie.
Le lac a une superficie de 6,7 ha pour une altitude de 2 254 m, il atteint une profondeur de 16 m.

## Géographie

Animation 3D du lac d'Oncet.

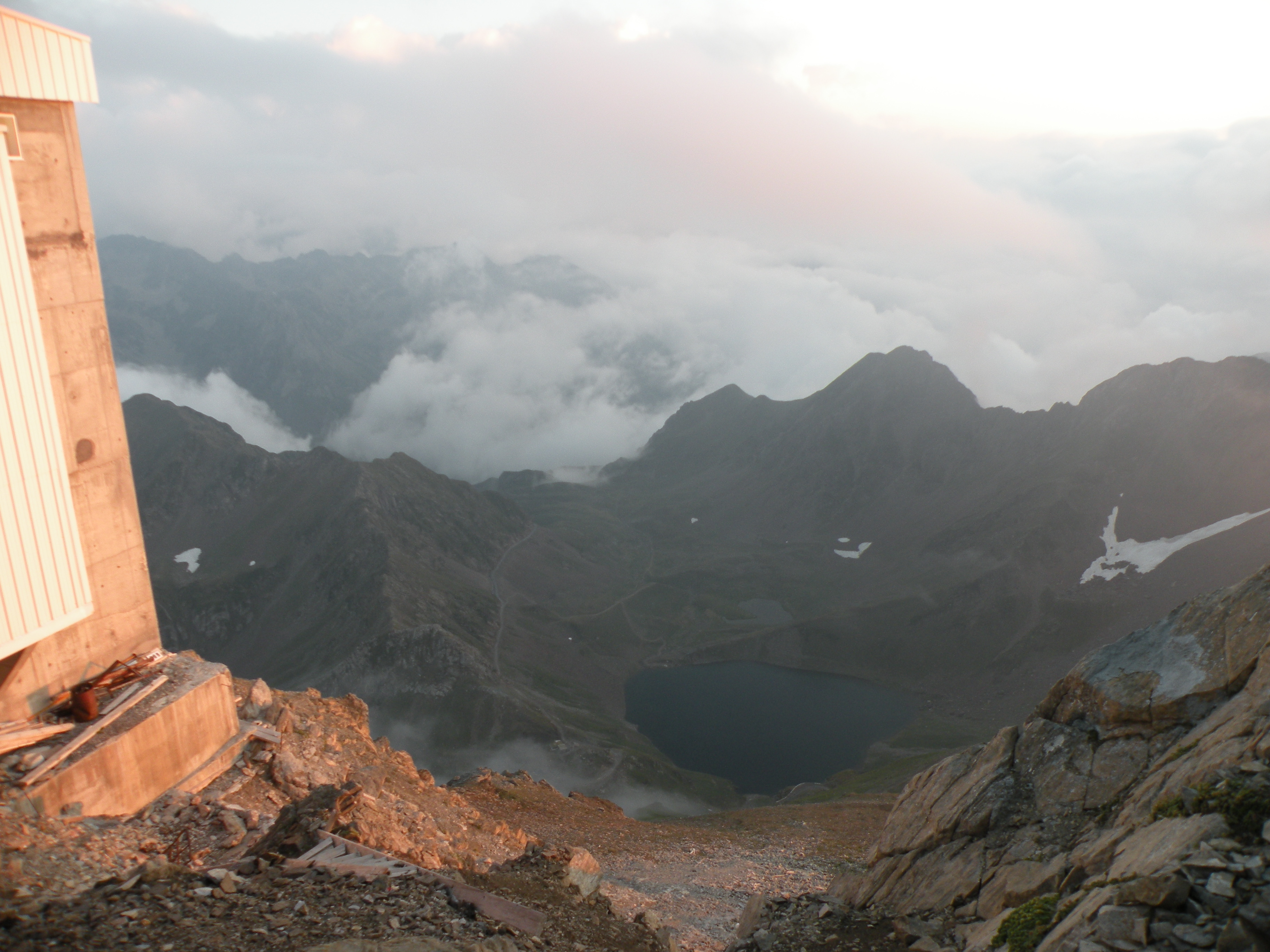
Lac d'Oncet vu du pic du Midi de Bigorre.

Administrativement, il se trouve dans le territoire communal de Sers, département des Hautes-Pyrénées, en région Occitanie.

Il est situé au col du Tourmalet, au pied du pic du Midi de Bigorre, alimente le ruisseau d'Oncet également nommé Bastan du côté de la vallée de Barèges, en Pays Toy.

### Topographie
| Pène Blanque (2 876 m)                         | Pic du Midi de Bigorre (2 876 m) |                         |
| Pic d'Oncet (2 607 m)                          | lac d'Oncet                      |                         |
| La Bonida (2 529 m) Col de la Bonida (2 315 m) |                                  | Pic Costallat (2 502 m) |

## Protection environnementale
Le lac fait partie d'une zone naturelle protégée, classée ZNIEFF de type 2 : Bassin du haut Adour.

## Voies d'accès
On peut y accéder facilement à pied depuis le col du Tourmalet (2 115 m) en empruntant le large chemin carrossable montant derrière la boutique de souvenirs. Il faut compter environ 1 h 15 de marche pour rejoindre le lac et bénéficier d'un superbe point de vue en contre-plongée sur le pic du Midi.
Un autre itinéraire, beaucoup plus aérien et acrobatique, consiste à suivre la ligne de crête au départ du col du Tourmalet puis à redescendre sur le lac. Ce chemin d'accès n'est toutefois pas balisé et s'avère par endroits très périlleux.